# Vlag van Mississippi
De vlag van de Amerikaanse staat Mississippi werd tijdens de presidentsverkiezingen van 3 november 2020 in een referendum goedgekeurd. Dit gebeurde nadat op 28 juni 2020 de vorige vlag die het als racistisch geziene confederatiesymbool bevatte werd afgeschaft. Op diezelfde datum werd tevens een commissie ingesteld die voor 14 september 2020 met vijf voorstellen voor een nieuwe vlag zou komen. Twee daarvan werden in een referendum gehouden tegelijk met de presidentsverkiezingen van november 2020 voorgelegd aan de kiezers. Zij kozen met een meerderheid van 73% de zogenaamde New Magnolia-vlag tot de nieuwe vlag van deze staat. De vlag werd officieel in gebruik genomen op 11 januari 2021.

## Voormalige vlaggen van Mississippi

### Vlag 1861-1894
Nadat Mississippi zich op 9 januari 1861 onafhankelijk van de Verenigde Staten verklaarde en tot de Geconfedereerde Staten toetrad, nam de staat een eigen vlag aan. Deze bestond uit een wit veld met daarop in het midden een magnoliaboom. Voorts had de vlag een blauw kanton met een witte ster en aan de rechterkant een rode rand. Deze vlag bleef in gebruik totdat in 1894 de tweede vlag werd aangenomen.
Toen de vlag met in het kanton de oorlogsvlag van de Geconfedereerde Staten van Amerika aan het einde van de twintigste eeuw omstreden raakte, gingen er stemmen op die een terugkeer naar deze zogenaamde Magnolia-vlag bepleitten eventueel zonder de rode rand aan de rechterkant. Maar daar kwam tot verbazing van de leden van de commissie die hiermee bezig was veel kritiek op. Zoveel weerzin tegen dit symbool had men niet verwacht. Bovendien voorzag men problemen bij de standaardisering van de magnoliaboom of de magnoliabloem. Interessant is dat dit in 2020 bij de New Magnolia-vlag geen bezwaar meer was.

Vlag van Mississippi (1861-1894)

### Vlag 1894-2020
De langst gebruikte voormalige vlag van Mississippi bestaat uit een horizontale driekleur in de kleuren blauw (boven), wit en rood. Linksboven staat in het kanton de vierkante oorlogsvlag van de Geconfedereerde Staten van Amerika.
De vlag werd aangenomen op 7 februari 1894 en is gebaseerd op de vlag van de Geconfedereerde Staten van Amerika. Niet alleen staat de oorlogsvlag van de Geconfedereerde Staten op de erepositie van de vlag van Mississippi; ook de drie horizontale banen verwijzen naar de vlag van de in de Amerikaanse Burgeroorlog verslagen confederatie, waar Mississippi deel van uitmaakte. De reden dat dit ontwerp werd aangenomen, is dat het een eerbetoon aan de gevallenen van de oorlog moet zijn. De vlag heeft sinds haar aanname echter veel tegenstanders gehad, omdat zij gebaseerd is op de vlag van een confederatie die in oorlog was met de Verenigde Staten van Amerika. Op 17 april 2001 werd zelfs een referendum gehouden om een andere vlag aan te nemen, maar het voorstel haalde het niet. Op 23 juni 2015 kreeg de vlag meer negatieve aandacht, omdat de 21-jarige Dylann Roof (die liever met de 'Confederate Flag', dan met de gewone Amerikaanse vlag op de foto ging) op 15 juni negen mensen doodschoot in een kerk met zwarte mensen in Charleston (South Carolina). Sindsdien staat de vlag voor veel Afro-Amerikanen voor 'racisme' en 'haat', waardoor de staat Mississippi de vlag opnieuw wil gaan veranderen. In de stad Clarksdale, waar 64,4 % van de bevolking zwart was, werd besloten de vlag alleen nog te laten wapperen bij het gemeentehuis en de brandweergarages, niet meer bij de scholen.
| Vexillologisch symbool voor een buiten gebruik gestelde vlag | Vexillologisch symbool voor een buiten gebruik gestelde vlag | Vexillologisch symbool voor een buiten gebruik gestelde vlag |

#### Afschaffing in 2020
Het kanton en andere symbolen van de Geconfedereerde staten van Amerika zijn opnieuw onder vuur komen te liggen na de dood van George Floyd en de daarop volgende protesten. Één gemeente, Laurel, had al besloten om de vlag niet meer te gebruiken. Op 28 juni 2020 besloot Mississippi de vlag af te schaffen.

De Great River-vlag die van de huidige vlag verloor tijdens het referendum